# 小山田信茂
小山田信茂（1539年—1582年4月16日）是日本戰國時代武將，武田信玄及武田勝賴時期的家臣。出羽守信有之子，母親為武田信繩（武田信虎之父）之女。幼名彌三郎，通稱左衛門尉。官位為越前守。也是武田二十四將之一。

## 經歷
祖先小山田氏為武田氏認可的國人眾，為甲斐國岩殿山城城主。1552年，父親小山田出羽守信有病死，哥哥彌三郎信有繼承家督。但永祿8年（1565年）哥哥亡故後繼承家督。

### 信玄時期
1557年，為武田軍在第三次川中島之戰首次上陣。1569年9月10月，信玄包圍後北条氏的相模小田原城（今神奈川縣小田原市），但10月6日撤兵時，於相模三增峠（今神奈川縣愛川町・相模原市綠區津久井）與北条方爆發三增峠之戰。依據『甲陽軍鑑』記載，信玄指示信茂攻擊武藏國八王子城（今東京都八王子市），以及小田原城支城瀧山城（今八王子市），在攻擊瀧山城時，信茂順利擊敗北條氏照的迎擊部隊。元龜元年（1570年）8月，信茂隨同山縣昌景、武田勝賴進攻伊豆韮山城。1572年10月，信玄與尾張織田信長斷交，信茂配合信玄「西上作戰」計畫，與德川軍爆發三方原之戰，並與石川數正隊激鬥，最終協助武田獲勝。

### 勝賴時期
當信玄在1573年死後，繼續效力武田家。但織田信長和德川家康的攻勢壓力漸增，元龜4年7月，家康進攻三河國長篠城（今愛知縣新城市），勝賴派遣信茂、武田信豐、馬場信春支援長篠城。同年8月三河國的國人眾奥平氏離反，同年9月長篠城陷落城，信豐及信茂於是率兵返國。
天正3年（1575年）4月，勝賴開始反攻，並攻擊三河足助城（今愛知縣豐田市），信茂也有參陣。同年5月勝賴包圍長篠城，織田信長也隨之出兵，同年5月21日，武田氏與織田・德川聯軍爆發「長篠之戰」。依據『甲陽軍鑑』記載，信茂與馬場信春、内藤昌秀、山縣昌景、原昌胤等人均向勝賴進諫退兵未果。長篠之戰戰敗後，信茂擔任勝賴的警護任務，保護勝賴成功撤退。
天正6年（1578年）3月，越後上杉謙信亡故，上杉景勝與上杉景虎間為爭奪家督爆發御館之亂。勝賴基於甲相同盟，應北条氏邀請出兵越後支援景虎。後來景勝嘗試與勝賴進行和睦交涉，勝賴承諾調處景勝及景虎。信茂受命前往景勝處交涉，並由勝賴側近跡部勝資及長坂光堅協助。景勝及景虎間暫時達成和睦後，同年8月22日德川家康進攻駿河田中城（今静岡縣藤枝市），勝賴於是自越後撤兵往援。但不久景勝及景虎間的和睦崩壞，戰事再起，直到天正7年（1579年）3月，景虎兵敗自殺，甲相同盟出現破綻。勝賴為強化與景勝的同盟關係，於是促成甲越同盟成立，信茂此時主要任務為擔任與上杉家的聯繫工作。
天正9年（1581年）12月，織田信長及德川家康開始進攻武田領地（甲州征伐，總大將為織田信忠、副將瀧川一益），但信濃木曾郡國人眾木曾義昌叛變。同時，相模國北条氏也開始進攻武田領地。義昌離反的結果，造成信濃領國國人眾信心動搖。天正10年（1582年）2月2日，勝賴向信濃諏訪上原（今長野縣茅野市）出兵，依據『甲亂記』記載，信茂也隨同出兵。2月29日，織田信忠進攻伊那郡高遠城的仁科盛信（信盛），並要求盛信降伏，此時不斷有信茂要背叛武田家的謠言出現。
1582年，織田軍和德川聯軍開始入侵甲斐，勝賴前往天正9年（1581年）開始建築的新府城（今山梨縣韮崎市），當時決定放棄諏訪逃亡的武田勝賴召開軍議，依據『甲陽軍鑑』記載，勝賴嫡男信勝主張於新府城籠城抗戰，信濃的國人眾真田昌幸則建議前往上野岩櫃城（今群馬縣吾妻郡東吾妻町）退避，但勝賴的側近長坂光堅及信茂力促勝賴逃往岩殿城（今山梨縣大月市賑岡町），成功遊說後，勝賴一行在鶴瀨（今甲州市大和町）停留7日等待信茂前來迎接，卻接到信茂中途叛變的消息，3月9日夜，信茂將道路全面封鎖、使勝賴一行無法依約進城。最終織田軍和武田軍在天目山交戰（天目山之戰），間接使武田氏滅亡。
不過投降織田軍後，當信茂以其子作為人質，希望拜謁信長，但織田信忠擔心信茂再次叛變，於3月24日在甲斐善光寺將信茂及嫡男、老母、妻、女處決，信茂享年44歲。

## 外部連結
- 小山田信茂首塚處 （页面存档备份，存于）